# Сайдис, Борис
Борис Сайдис (/ ˈsaɪdɪs /; 12 октября 1867, Берди́чев, Киевская губерния, Российская империя — 24 октября 1923, Портсмут, Нью-Гэмпшир) — американский психолог, врач, психиатр и философ образования, основатель Психопатологического института штата Нью-Йорк и журнала Патологическая психология, выступал против господствующей психологии и философии Зигмунда Фрейда.

## Биография
Родившись в Российской империи от еврейских родителей, он эмигрировал в США в 1887 году, чтобы избежать политического преследования. По словам Эми Уоллес (биографа его сына, Уильяма Джеймса Сайдиса), он находился в тюрьме не менее 2 лет вследствие Майских законов. Позже он поверил в свою способность мыслить в этом длительном одиночном заключении. Его жена Сара Мандельбаум Сайдис, доктор медицины, и её семья бежали от погромов около 1889 года.
Борис получил 4 степени в Гарварде (бакалавр, магистр, доктор философии и доктор медицины) и учился у Уильяма Джеймса. Он был влиятельным в начале XX века, известен своей новаторской работой в области психопатологии (основание Института психопатии штата Нью-Йорк и Журнала ненормальной психологии), гипноидных / гипнотических состояний и групповой психологии. Он также известен активным применением принципов эволюционной биологии для изучения психологии.
Он яростно выступал против Первой мировой войны, рассматривая войну как социальную болезнь, и критиковал широко распространенную концепцию евгеники. Он стремился дать представление о мотивах поведения людей, особенно в случаях безумия толпы или религиозной мании. С публикацией своей книги «Нервные болезни: их причина и лечение» в 1922 году он обобщил большую часть своей предыдущей работы по диагностике, пониманию и лечению нервных расстройств. Он рассматривал страх как основную причину душевных страданий и проблемного поведения человека.
Сайдис применил свои собственные психологические подходы к воспитанию своего сына Уильяма Джеймса Сайдиса, в котором он хотел развивать большие интеллектуальные способности. Его сын считается одним из самых умных людей за всю историю (его коэффициент интеллекта обычно оценивается как 250—300, хотя это утверждение оспаривается). Получив большую огласку за свои детские подвиги, Уильям стал жить эксцентрично и умер в относительной безвестности. Сам Борис Сайдис высмеял проверку интеллекта как «глупую, педантичную, абсурдную и грубо вводящую в заблуждение».
Борис противоборствовал идеям господствующей психологии и теории Зигмунда Фрейда. Он умер, подвергшись остракизму сообществом, которое он помог создать.
Семья
Он был женат на тёте по материнской линии американского интеллектуала Клифтона Фадимана, отец вундеркинда Уильяма Джеймса Сайдиса.